# Robbe Decostere
Robbe Decostere (8 mei 1998) is een Belgisch voetballer, die doorgaans speelt als rechtsachter maar ook als defensieve middenvelder uitgespeeld kan worden. Sinds 15 januari 2025 speelt hij voor het jeugdteam van Union Sint-Gillis dat uitkomt in eerste nationale.

## Clubcarrière
Decostere doorliep de jeugdreeksen van SVD Kortemark, KSV Roeselare, Club Brugge en kwam ten slotte in de jeugdopleiding van Cercle Brugge terecht. In juli 2018 promoveerde hij naar de eerste ploeg en mocht zijn eerste profcontract ondertekenen. Op 2 maart 2019 mocht Decostere van coach Laurent Guyot debuteren in de Eerste klasse A (voetbal België) tegen KV Kortrijk. Een kwartier voor tijd kwam Decostere op het terrein ter vervanging van de geblesseerde Guévin Tormin. In zijn eerste seizoen klokte hij af op vier wedstrijden in Eerste klasse A.
Op 1 september 2019 werd Decostere samen met ploegmaat Charles Vanhoutte voor één seizoen uitgeleend aan AFC Tubize. Decostere kwam er geregeld aan spelen toe, maar kon de degradatie naar Tweede klasse amateurs niet verhinderen. Na zijn uitleenbeurt werd hij een vaste waarde bij Cercle Brugge, dat hem in december 2020 net als Vanhoutte en Thibo Somers een contractverlenging tot 2023 gaf.
In het seizoen 2023/2024 kwam hij uit voornhet net gedegradeerde SV Zulte Waregem. 

## Clubstatistieken
| Seizoen | Club                  | Land            | Competitie             | Competitie | Competitie | Beker | Beker | Totaal | Totaal |
| Seizoen | Club                  | Land            | Competitie             | Wed.       | Dlp.       | Wed.  | Dlp.  | Wed.   | Dlp.   |
| ------- | --------------------- | --------------- | ---------------------- | ---------- | ---------- | ----- | ----- | ------ | ------ |
| 2018/19 | Cercle Brugge         | Vlag van België | Eerste Klasse A        | 4          | 0          | –     | –     | 4      | 0      |
| 2019/20 | → AFC Tubize          | Vlag van België | Eerste Klasse amateurs | 17         | 0          | –     | –     | 17     | 0      |
| 2020/21 | Cercle Brugge         | Vlag van België | Eerste Klasse A        | 16         | 0          | 1     | 0     | 17     | 0      |
| 2021/22 | Cercle Brugge         | Vlag van België | Eerste Klasse A        | 20         | 0          | 2     | 0     | 22     | 0      |
| 2022/23 | Cercle Brugge         | Vlag van België | Eerste Klasse A        | 14         | 0          | 3     | 0     | 17     | 0      |
| 2023/24 | Cercle Brugge         | Vlag van België | Eerste Klasse A        | 1          | 0          | –     | –     | 1      | 0      |
| 2023/24 | SV Zulte Waregem      | Vlag van België | Eerste Klasse B        | 17         | 2          | 3     | 1     | 20     | 3      |
| 2024/25 | Union Sint-Gilles U23 | Vlag van België | Eerste Nationale       | 1          | 0          | –     | –     | 1      | 0      |
| Totaal  | Totaal                | Totaal          | Totaal                 | 90         | 2          | 9     | 1     | 99     | 3      |

Bijgewerkt op 8 augustus 2022.